# 김현철 (축구 선수)
김현철(한국 한자: 金鉉哲, 1995년 2월 15일 ~ )은 대한민국의 축구 선수이며, 포지션은 수비수이다.